# Pianoforte
『Pianoforte』（ピアノフォルテ）は、Skoop On Somebodyが2006年2月22日に発売した7枚目のオリジナル・アルバム。

## 概要
タイトル通り、全体的にピアノ中心の音作りとなっている。
初回生産限定盤付属DVDは前年行われた日本武道館でのライブのオフショット映像を収録。

## 収録曲
作詞・作曲・編曲：SOS（特記以外）

### CD
1. "Play the Music"
2. Dance of Silhouette
3. soul river
4. How We Do It!!!
  - 作曲：SOS・知念輝行
5. キミノユメヨカナエ (album version)
  - 編曲：遠藤亮
6. 誰かが君を想ってる (funktasia version)
  - 曲：SOS・土肥真生　編曲：SOULOGIC
7. In My Diary
8. もう一度夜をとめて (club SOS version)
  - 詞：秋元康　作曲：崎谷健次郎
9. happypeople
  - 詞:小林夏海・SOS　編曲:SOS・ spam_KASUGAI
10. 明日は明日
  - 詞・作曲：川村結花　編曲：遠藤亮
11. Believe in Love

### 初回生産限定盤DVD
1. anotherstory of 1226～soul river～